# وقعة غريميل
في عام1247/1830 قامت الدولة السعودية الثانية بشن الحرب على الامبراطورية العمانية او اليعربية و انتهت الحرب بانتصار الدولة السعودية الثانية.